# Onze-Lieve-Vrouw van Lourdesdomein

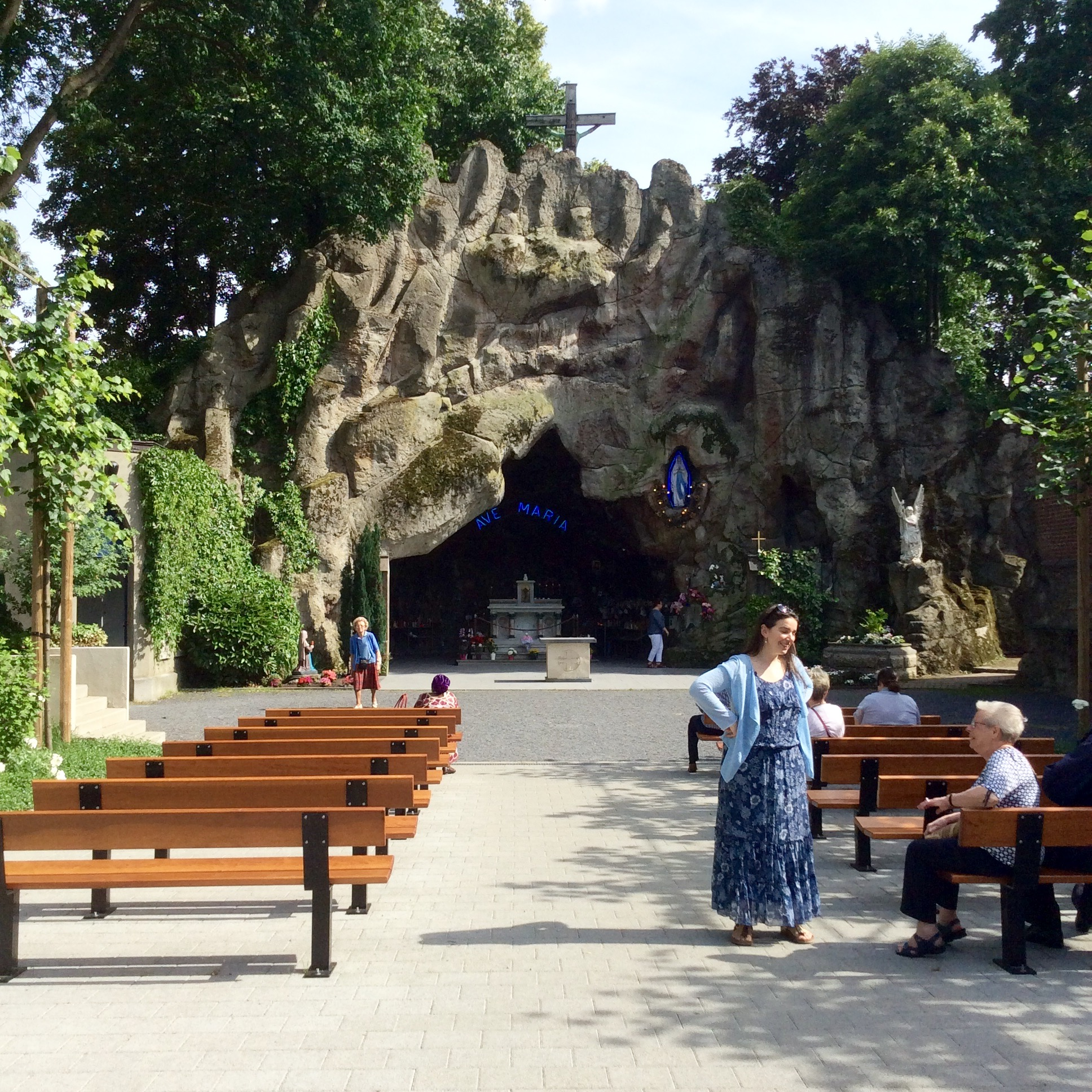
Het Onze-Lieve-Vrouw van Lourdesdomein in Jette met de Lourdesgrot en de calvarieberg.

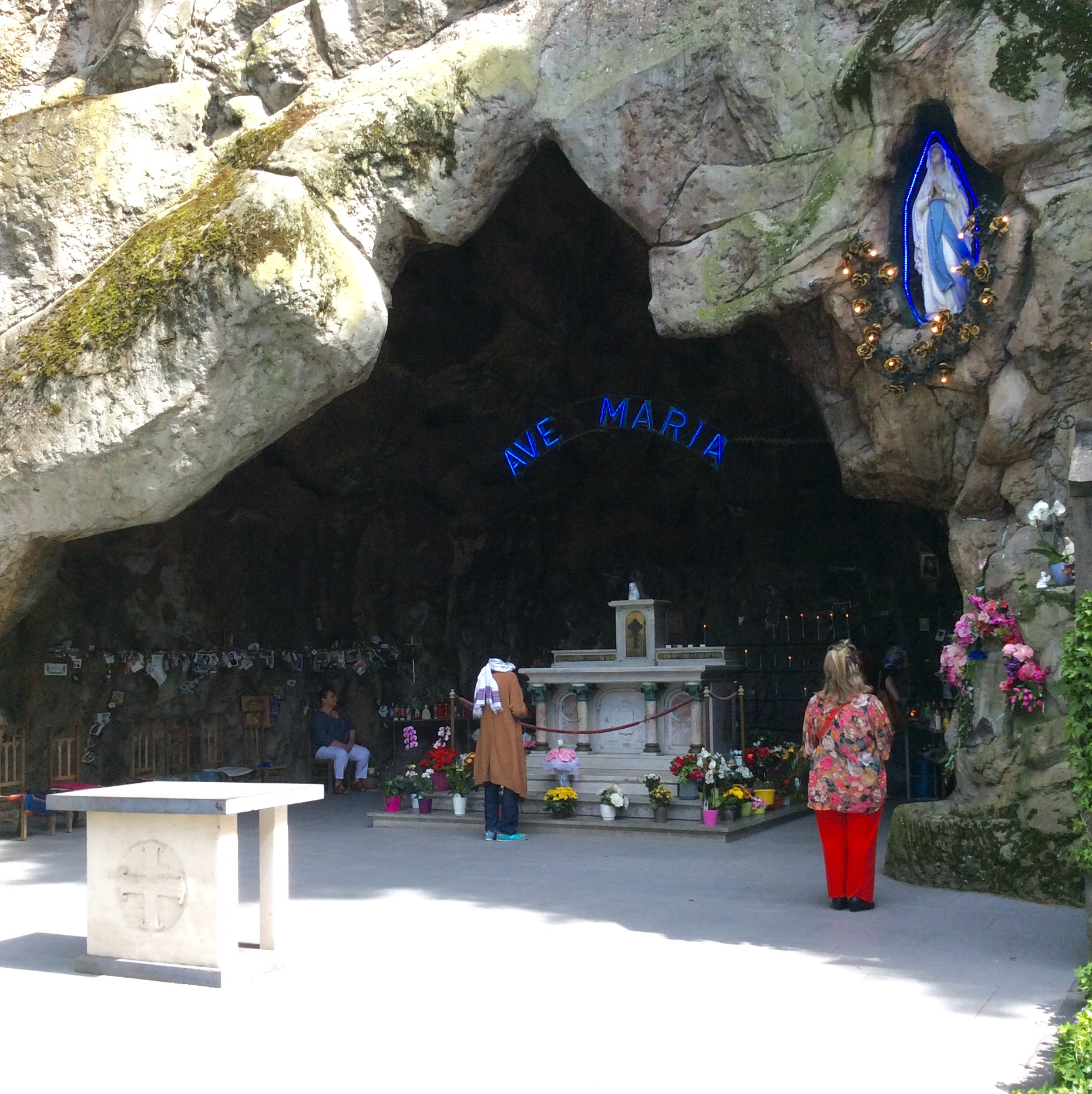
De Lourdesgrot op het Onze-Lieve-Vrouw van Lourdesdomein in Jette.

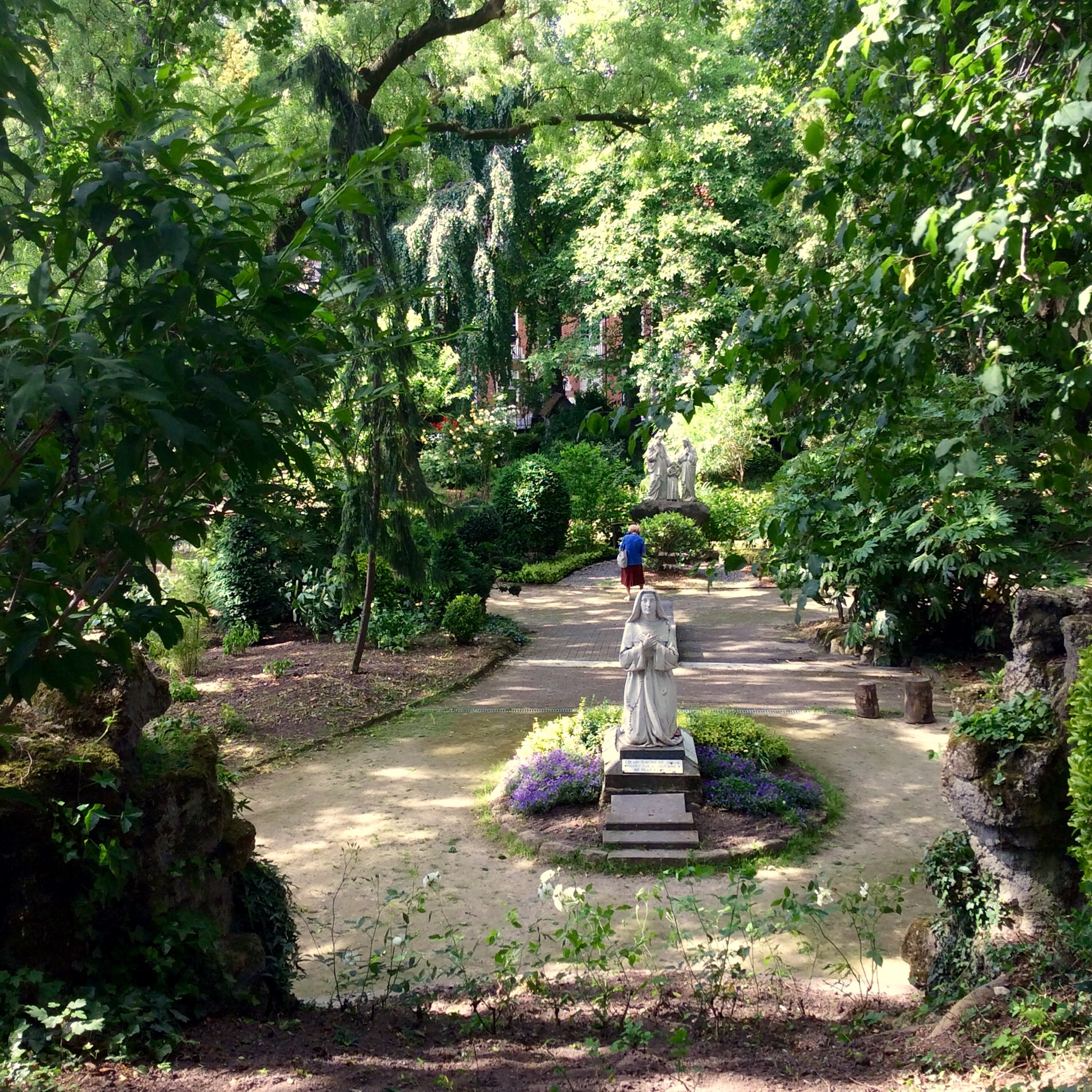
Zicht op het parkdomein van de Lourdesgrot in Jette, met onder meer de rotonde in het park met het standbeeld van de Heilige Familie en de kruisweg.

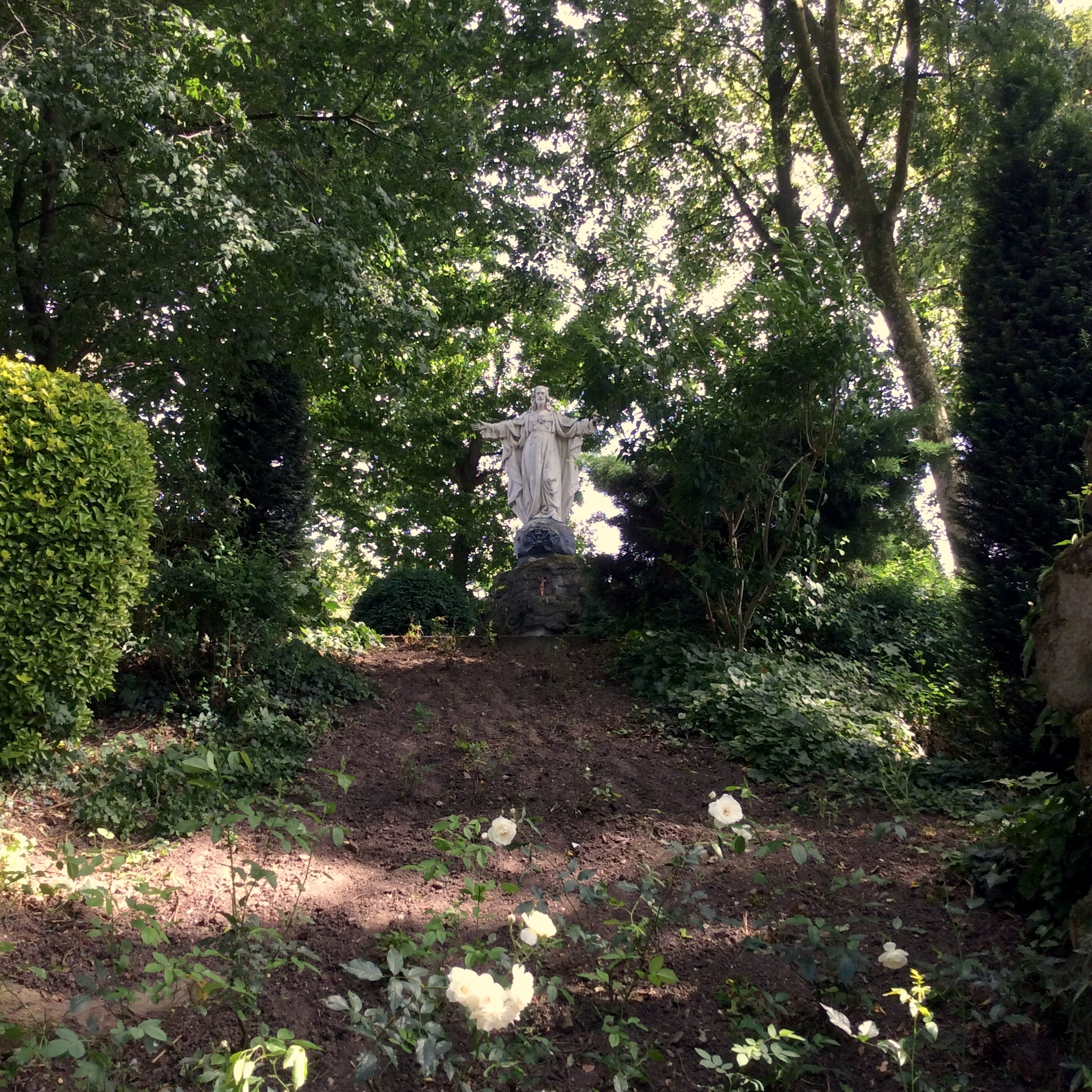
Het parkdomein naast de Lourdersgrot in Jette.

Onze-Lieve-Vrouw van Lourdesdomein in Jette, België – 't grotteke van Jette in de volksmond – is een meditatie- en bedevaartsplaats die bestaat uit een kapel gewijd aan Onze-Lieve-Vrouw van Lourdes, een Lourdesgrot, 14 kruiswegstaties en 15 rozenkranskapellen. Het privédomein is ook toegankelijk voor het publiek en is erkend in de wijk als een plek van stilte, rust, gebed en meditatie.

## Geschiedenis
De geschiedenis van het domein gaat terug tot 1913. In dat jaar werd een nieuwe parochie gesticht in de Esseghemwijk, op de grens van Sint-Pieters-Jette en Laken. De bestaande Jetse Sint-Pietersparochie kon immers de snel toenemende bevolking van Jette niet meer kon opvangen. Kardinaal Mercier gaf opdracht aan Michel Swalus, onderpastoor van de Sint-Pieterskerk, om een kerkje te bouwen. Swalus, een fervent Mariavereerder, bekwam dat het kerkje én de nieuwe parochie aan Onze Lieve Vrouw van Lourdes zou opgedragen worden. De Onze-Lieve-Vrouw van Lourdeskerk werd op 12 oktober 1913 ingezegend. De Onze-Lieve-Vrouw van Lourdesparochie zelf bleef tot 1924 een dochterparochie van Onze-Lieve-Vrouw van Laken, daarna is ze een zelfstandige parochie geworden (waarvoor de Onze-Lieve-Vrouwparochie van Laken een deel van haar grondgebied afstond). 
Na het uitbreken van de Eerste Wereldoorlog, trok het kleine kerkje veel bezoekers aan die bijstand kwamen vragen voor de soldaten aan de Onze-Lieve-Vrouw van Lourdes. Op paasmaandag 1915 kwamen wel vierduizend bedevaarders opdagen, wat priester Swalus noopte om de viering te laten doorgaan op een stuk braakgrond naast de kerk. Nog diezelfde dag besliste hij om op dit stuk grond een grot te laten oprichten. De eerste steen werd gelegd op 14 juli 1915 en op 15 augustus van datzelfde jaar werd de Lourdesgrot ingehuldigd door kardinaal Mercier in aanwezigheid van twintigduizend bedevaarders. Door de oorlogsomstandigheden, kende de grot vrij snel veel bijval als bedevaartsoord. Daarvan getuigt een verslag van Karel van de Woestijne van 15 mei 1916 die toen in Laken woonde.
Dankzij een royale gift, kon men in 1930 een calvariekruis, 15 rozenkranskapellen en 14 kapellen met de kruiswegstaties toevoegen op een aanpalend terrein.
De Esseghemwijk ontwikkelde zich sterk in de jaren na de oprichting van de parochie en de kerk bleek te klein om alle gelovigen te ontvangen. Net voor de Tweede Wereldoorlog maakte priester Swalus plannen voor de bouw van een nieuwe parochiekerk. Hij overleed echter in 1943. Zijn opvolger, priester Jozef Kuyl, zette de plannen door en legde op 9 mei 1948 de eerste steen van de nieuwe Onze-Lieve-Vrouw van Lourdeskerk aan de Charles Woestelaan, in de buurt van het Lourdesdomein. In 1954 werd de nieuwe kerk ingewijd door kardinaal Suenens. De oorspronkelijke kerk is nu de kapel van het Lourdesdomein.
Tot de jaren 70 trok de Onze-Lieve-Vrouw van Lourdesgrot veel Christenen en bedevaarders. Vanaf de jaren '70-'80 zette het verval zich in en er gingen in de Jetse kerkelijke en politieke kringen stemmen op om het domein een andere bestemming te geven. Er was echter een trouwe groep van gelovigen die een protestactie opzette en erin slaagde om de plannen te stoppen. Het onverwachte succes van de protestactie leidde in 1988 tot de oprichting van de vzw "De Vrienden van het Mariaal Domein van de Grot" door enkele parochianen. Zij stelden zich tot doel om de Mariacultus te bevorderen bij Nederlandstaligen en Franstaligen en te zorgen voor het onderhoud van het domein.

## De verschillende onderdelen van het domein

### De grot
't grotteke van Jette  is een vrij getrouwe replica van de Grot van Massabielle bij Lourdes waar in 1858 de Heilige Maagd Maria aan de heilige Bernadette Soubirous zou zijn verschenen. Ze kan dan ook beschouwd worden als een grot van het type vera effigies (ware afbeeldingen). De 'echte' kopieën werden op schaal 1:4 gemaakt door een rotsbouwkundige of rocailleur in gewapend beton en cement. Men poogde daarbij de plastische massa van de steen en de plooien van de rotsen, de scheuren en de gieren, de gaten en de openingen van het origineel zo goed mogelijk weer te geven. Het beeld van de Heilige Maagd is in een rotsspleet geplaatst, om zo de wijze waarop zij aan Bernadette verscheen te imiteren. En aan de voet van de grot zien we een beeld van de knielende Bernadette. Een authentiek stuk steen uit de Grot van Massabielle onder het Mariabeeld vervolledigt ook in Jette het imitatieproces.
De Lourdesgrot in Jette werd opgetrokken door aannemer Grégoire en de rotsconstructies zijn het werk van de rotsbouwkundige Moens. In de grot vind je een marmeren altaar dat geschonken werd door koning Albert I en koningin Elisabeth. Het altaar bevat het wapenschild van België en de initialen van het koningspaar.

### De grotkapel
Na de bouw van een nieuwe en grotere Onze-Lieve-Vrouw van Lourdeskerk in de Charles Woestelaan in 1948, werd de oorspronkelijke neo-gotische kerk op het domein omgevormd tot de grotkapel. De glas-in-loodramen werden ontworpen in de jaren '30 door meester-glazenier Fernand Crickx. Ze beelden heiligen af en Bijbelse taferelen uit het leven van Maria en Jesus.

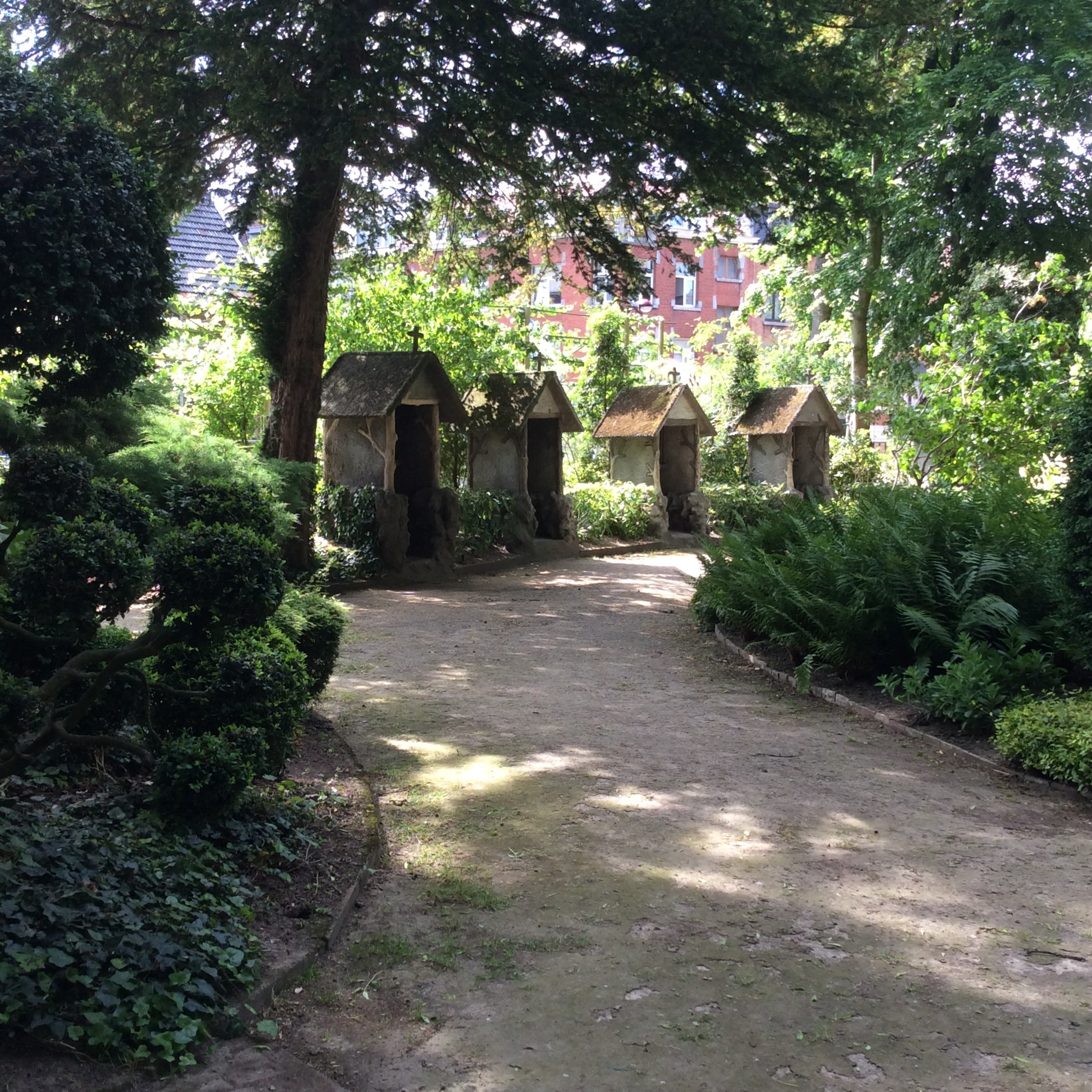
De rozenkranskapellen in het Onze-Lieve-Vrouw van Lourdesdomein in Jette.

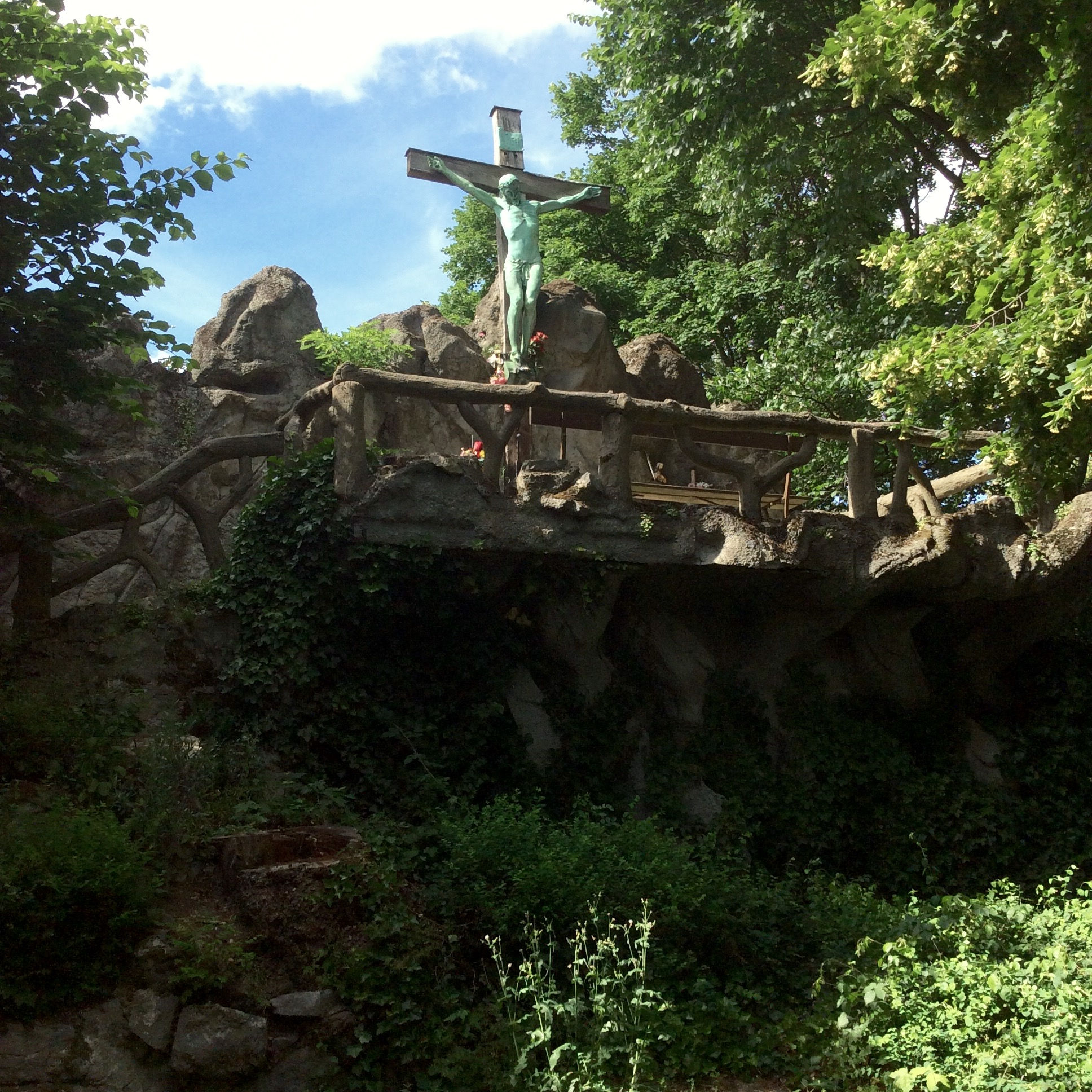
De calvarieberg op het Onze-Lieve-Vrouw van Lourdesdomein in Jette.

### Het grotdomein
Tijdens het interbellum kon men een aanpalend stuk grond verwerven, wat de kans bood tot de inrichting van een glooiend parkje met een kruisweg met veertien staties, vijftien rozenkranskapellen en een calvarieberg. Het geheel is een mooi voorbeeld van cementrustiek van de hand van Octave Tondeleir, architecte-rocailleur, Vieux-Dieu Anvers (Mortsel-Oude-God).
Tondeleir maakte tevens de calvarieberg met trapleuning in imitatiehout aan de achterzijde van de bestaande grot. Op de top torent een calvariekruis van zes meter met een bronzen Christusbeeld. Het beeld is het werk van de Elsense beeldhouwer Marcel Rau (Laureaat in 1909 van de Belgische prijs van Rome).

## Betekenis van de grot vandaag
Het privédomein wordt beheerd door de vzw der Pastorale Werken van Brussel West en door de vzw De Vrienden van het Mariaal Domein van de Grot, opgericht in 1988. Het zijn voornamelijk vrijwilligers die instaan voor het onderhoud en het beheer van het domein en van de spirituele activiteiten. Het sacrale domein is alle dagen open voor het publiek en bezoekers kunnen er terecht om te wandelen, te bidden en te mediteren. In de grot vind je talrijke ex voto's zoals handgeschreven briefjes, pasfotootjes, kruisjes of bedankbordjes. De hoogdagen van het domein zijn de meimaand en Maria Hemelvaart in Augustus. Vooral deze driedaagse viering van de Tenhemelopneming van Maria trekt honderden gelovigen.